# 유럽 연합과 인접한 국가
이것은 유럽 연합과 인접한 국가에 관한 목록이다. 또한 유럽 공동체도 포함한다. 지리적인 범위와 확대에 따른 인접국가의 변화를 보여준다.

## 2007년부터
EU의 북동쪽 경계, 북에서 남으로:
- 01 노르웨이 (스웨덴, 핀란드와 인접)
- 02 러시아 (핀란드, 에스토니아, 라트비아와 인접)
- 03 벨로루시 (라트비아, 리투아니아, 폴란드와 인접)
- 04 우크라이나 (폴란드, 슬로바키아, 헝가리, 루마니아와 인접)
- 05 몰도바 (루마니아와 인접)

EU의 남동쪽 경계:
- 06 터키 (EU 가입후보국; 불가리아, 그리스와 인접)

발칸반도 서쪽의 EU 영토에 둘러싸인 지역:
- 07 세르비아 (EU 가입후보국; 헝가리, 루마니아, 불가리아와 인접)
- 08 마케도니아 공화국 (EU 가입후보국; 불가리아, 그리스와 인접)
- 09 알바니아 (그리스와 인접)

EU 영토 내의 기타 지역:
- 칼리닌그라드주 (러시아) (리투아니아, 폴란드와 인접)
- 10 스위스 (오스트리아, 독일, 프랑스, 이탈리아와 인접)
- 11 리히텐슈타인 (오스트리아와 인접)
- 12 안도라 (프랑스, 스페인과 인접)
- 13 모나코 (프랑스와 인접)
- 14 산마리노 (이탈리아와 인접)
- 15 바티칸 (이탈리아와 인접)

키프로스와 인접:
- 16 아크로티리 데켈리아

스페인의 고립영토인 세우타, 멜리야와 인접:
- 17 모로코

프랑스령 기아나와 인접2:
- 18 수리남
- 19 브라질

생마르탱과 인접2:
- 20 네덜란드령 안틸레스

## 2004년부터2007년까지
EU의 북동쪽 경계, 북에서 남으로:
- 01 노르웨이 (스웨덴, 핀란드와 인접)
- 02 러시아 (핀란드, 에스토니아, 라트비아와 인접)
- 03 벨로루시 (라트비아, 리투아니아, 폴란드와 인접)
- 04 우크라이나 (폴란드, 슬로바키아, 헝가리와 인접)
- 05 루마니아 (헝가리와 인접)
- 06 세르비아 몬테네그로, 그 후의 세르비아 (헝가리와 인접)
- 07 크로아티아 (헝가리, 슬로베니아와 인접)

그리스와 인접:
- 08 알바니아
- 09 마케도니아 공화국
- 10 불가리아
- 11 터키

EU 영토 내의 고립된 지역:
- 칼리닌그라드주 (러시아) (리투아니아, 폴란드와 인접)
- 12 스위스 (오스트리아, 독일, 프랑스, 이탈리아와 인접)
- 13 리히텐슈타인 (오스트리아와 인접)
- 14 안도라 (프랑스, 스페인과 인접)
- 15 모나코 (프랑스와 인접)
- 16 산마리노 (이탈리아와 인접)
- 17 바티칸 (이탈리아와 인접)

키프로스와 인접:
- 18 아크로티리 데켈리아

스페인의 고립영토인 세우타, 멜리야와 인접:
- 19 모로코

프랑스령 기아나와 인접2:
- 20 수리남
- 21 브라질

과들루프과 인접2:
- 22 네덜란드령 안틸레스

## 1995년부터2004년까지
스웨덴, 핀란드와 인접:
- 01 노르웨이 (스웨덴, 핀란드와 인접)
- 02 러시아 (핀란드와 인접)

중앙EU의 동쪽 경계, 북에서 남으로:
- 03 폴란드 (독일과 인접)
- 04 체코 (독일, 오스트리아와 인접)
- 05 슬로바키아 (오스트리아와 인접)
- 06 헝가리 (오스트리아와 인접)
- 07 슬로베니아 (오스트리아, 이탈리아와 인접)

그리스와 인접:
- 08 알바니아
- 09 마케도니아 공화국
- 10 불가리아
- 11 터키

EU내의 고립국가:
- 12 스위스 (오스트리아, 독일, 프랑스, 이탈리아와 인접)
- 13 리히텐슈타인 (오스트리아와 인접)
- 14 안도라 (프랑스, 스페인과 인접)
- 15 모나코 (프랑스와 인접)
- 16 산마리노 (이탈리아와 인접)
- 17 바티칸 (이탈리아와 인접)

스페인의 고립영토인 세우타, 멜리야와 인접:
- 18 모로코

프랑스령 기아나와 인접2:
- 19 수리남
- 20 브라질

과들루프와 인접2:
- 21 네덜란드령 안틸레스

## 1990년부터1995년까지
EC/EU의 동쪽 경계, 북에서 남으로:
- 폴란드 (독일과 인접)
- 체코슬로바키아, 그 후의 체코 (독일과 인접)
- 오스트리아 (독일, 이탈리아와 인접)
- 스위스 (독일, 프랑스, 이탈리아와 인접)
- 유고슬라비아, 그 후의 슬로베니아 (이탈리아와 인접)

그리스와 인접:
- 알바니아
- 유고슬라비아, 그 후의 마케도니아 공화국
- 불가리아
- 터키

EC/EU 내의 고립국가:
- 안도라 (프랑스, 스페인과 인접)
- 모나코 (프랑스와 인접)
- 산마리노 (이탈리아와 인접)
- 바티칸 (이탈리아와 인접)

스페인의 고립영토인 세우타, 멜리야와 인접:
- 모로코

프랑스령 기아나와 인접2:
- 수리남
- 브라질

과들루프와 인접2:
- 네덜란드령 안틸레스

## 1986년부터1990년까지
EC의 동쪽 경계, 북에서 남으로:
- 동독 (서독, 서베를린과 인접)
- 체코슬로바키아 (서독과 인접)
- 오스트리아 (서독, 이탈리아와 인접)
- 스위스 (서독, 프랑스, 이탈리아와 인접)
- 유고슬라비아 (이탈리아와 인접)

그리스와 인접:
- 알바니아
- 유고슬라비아
- 불가리아
- 터키

EC 영토 내의 고립국가:
- 안도라 (프랑스, 스페인과 인접)
- 모나코 (프랑스와 인접)
- 산마리노 (이탈리아와 인접)
- 바티칸 (이탈리아와 인접)

스페인의 고립영토인 세우타, 멜리야와 인접:
- 모로코

프랑스령 기아나와 인접2:
- 수리남
- 브라질

과들루프와 인접2:
- 네덜란드령 안틸레스

## 1981년부터1986년까지
프랑스의 남쪽 경계:
- 스페인
- 안도라

EC의 동쪽 경계, 북에서 남으로:
- 동독 (서독과 인접)
- 체코슬로바키아 (서독과 인접)
- 오스트리아 (서독, 이탈리아와 인접)
- 스위스 (서독, 프랑스, 이탈리아와 인접)
- 유고슬라비아 (이탈리아와 인접)

그리스와 인접:
- 알바니아
- 유고슬라비아
- 불가리아
- 터키

EC 영토 내의 고립국가:
- 모나코 (프랑스와 인접)
- 산마리노 (이탈리아와 인접)
- 바티칸 (이탈리아와 인접)

지브롤터와 인접:
- 스페인

프랑스령 기아나와 인접2:
- 수리남
- 브라질

과들루프와 인접2:
- 네덜란드령 안틸레스

## 1973년부터1981년까지
프랑스의 남쪽 경계:
- 스페인
- 안도라

EC의 동쪽 경계, 북에서 남으로:
- 동독 (서독과 인접)
- 체코슬로바키아 (서독과 인접)
- 오스트리아 (서독, 이탈리아와 인접)
- 스위스 (서독, 프랑스, 이탈리아와 인접)
- 유고슬라비아 (이탈리아와 인접)

EC 영토 내의 고립국가:
- 모나코 (프랑스와 인접)
- 산마리노 (이탈리아와 인접)
- 바티칸 (이탈리아와 인접)

지브롤터와 인접:
- 스페인

프랑스령 기아나와 인접2:
- 수리남
- 브라질

과들루프와 인접2:
- 네덜란드령 안틸레스

## 1958년부터1973년까지
프랑스의 남쪽 경계:
- 스페인
- 안도라

(1962까지, 시계방향으로)
- 튀니지
- 리비아
- 니제르
- 말리
- 모리타니
- 스페인령 사하라
- 모로코

서독의 북쪽 경계:
- 덴마크

EC의 동쪽 경계, 북에서 남으로:
- 동독 (서독과 인접)
- 체코슬로바키아 (서독과 인접)
- 오스트리아 (서독, 이탈리아와 인접)
- 스위스 (서독, 프랑스, 이탈리아와 인접)
- 유고슬라비아 (이탈리아와 인접)

EC 영토 내의 고립국가:
- 모나코 (프랑스와 인접)
- 산마리노 (이탈리아와 인접)
- 바티칸 (이탈리아와 인접)

프랑스령 기아나와 인접2:
- 수리남
- 브라질

과들루프와 인접2:
- 네덜란드령 안틸레스

## 같이 보기
- 유럽 연합의 역사
- 유럽 연합의 확대
- 유럽의 지리
- 유럽 연합의 극점